# エモナ

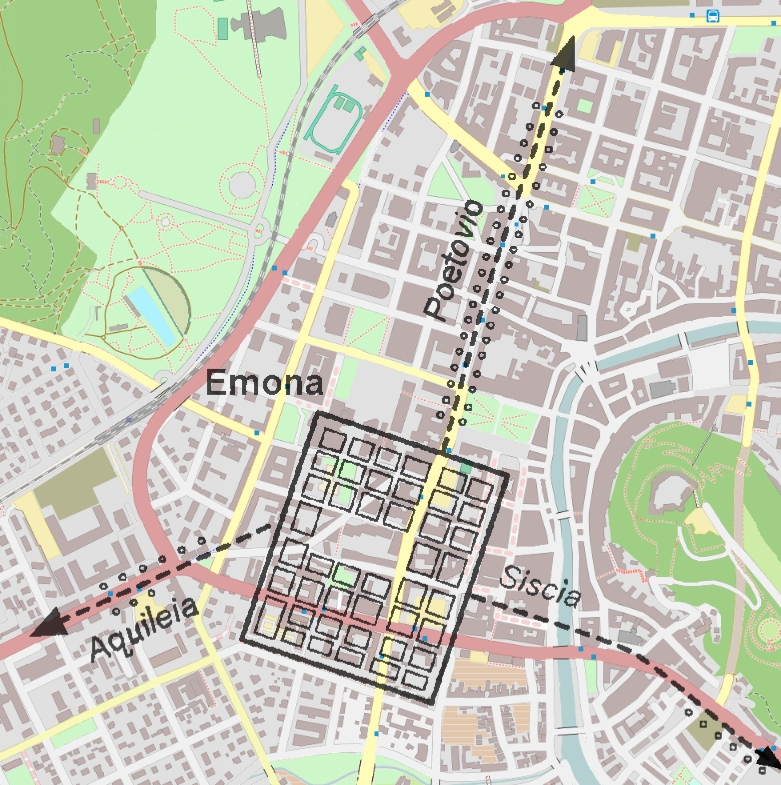

エモナ（Emona、Aemonaとも）は、古代ローマの街の名前であり、現在のスロベニア首都リュブリャナに位置していた。
エモナは1世紀紀元前の終わりにパンノニアからイタリアへ通じる重要な通信動脈の交差路として重要な街だった。また、エモナはアルゴナウタイの伝説でも述べられている。500年ぐらいまで発展したが、フン族に破壊された。